# Bonner Gerontologische Längsschnittstudie
Die Bonner Gerontologische Längsschnittstudie (BOLSA) zählt zu den wegweisenden wissenschaftlichen Untersuchungen in der deutschsprachigen Gerontologie. Sie lieferte Beschreibungen der Veränderungen beim normalen Altern. Die Ergebnisse fanden nationale und internationale Beachtung. Leiter der Studie war Hans Thomae, eine der Assistentinnen dessen Ehefrau Ursula Lehr.

## Die Studie im Überblick
Die Studie wurde im Zeitraum von 1965 bis 1981 durchgeführt. Zu sieben Messzeitpunkten wurden dieselben 220 Männer und Frauen der Geburtsjahrgänge 1890 bis 1895 und 1900 bis 1905 mit verschiedenen psychologischen, medizinischen und soziologischen Methoden untersucht. Ein Teil der Probanden starb im Untersuchungszeitraum. Zu der Untersuchung gehörten unstrukturierte Interviews, die auf Tonband aufgezeichnet wurden.  Die Forschungsergebnisse beziehen die geistige Entwicklung, die Psychomotorik, die Persönlichkeitsentwicklung, die Veränderungen der sozialen Beziehungen und die Formen der Auseinandersetzung mit Alltagsbelastungen mit ein. Das zentrale Ergebnis war die Bestätigung von Thomaes Hypothese, dass die Struktur und der Verlauf des Alterns weniger das Ergebnis von Alternsnormen ist als vielmehr durch eine Vielzahl von Altersformen geprägt wird. Dabei wurden Alterungsstile identifiziert;  Vor allem konnten Korrelationen des gesunden Alterns mit soziologischen, psychologischen und medizinischen Aspekte festgestellt werden. Die Studie erhärtete auf wissenschaftlicher Basis die Forderung nach einer differentiellen Gerontologie.

## Teilstudien
Das Rohmaterial der Studie ist im Historischen Datenzentrum der Universität Halle (Saale) archiviert.
Eine Zusammenstellung wissenschaftlicher Einzelbeiträge enthält das Werk Formen seelischen Alterns:
- Hans Thomae: Gerontologische Längsschnittstudien: Ziele – Möglichkeiten – Grenzen
- Hans Thomae, Ursula Lehr: Stichprobe und Ablauf der Untersuchung in der Bonner Gerontologischen Längsschnittstudie (BOLSA)
- Heinz Grombach: Konstanz und Veränderlichkeit der Persönlichkeit als eine Funktion methodischer Grundlagen
- Ursula Lehr: Persönlichkeitsentwicklung im  höheren Lebensalter – Differentielle Aspekte
- Reinhard Schmitz-Scherzer: Konstanz und Veränderung der psychischen Leistungsfähigkeit
- Georg Rudinger: Intelligenzentwicklung unter unterschiedlichen sozialen Bedingungen
- Georg Rudinger: Zur Stabilität der Intelligenz im höheren Alter
- Franz Josef Mathey: Sensumotorische Fertigkeiten – Altersabhängigkeit sensumotorischer Leistungen
- Ursula Lehr, Elisabeth Minnemann: Veränderung von Quantität und Qualität sozialer Kontakte vom 7. bis 9. Lebensjahrzehnt
- Hans Thomae: Alltagsbelastungen im Alter und Versuche ihrer Bewältigung
- Alois Angleitner: Konstanz und Veränderlichkeit von Rigidität im höheren Alter am Beispiel des Riegel-Fragebogens
- Hermann-Josef Fisseni: Erlebte Endgültigkeit der eigenen Existenz im Rahmen biographischer Korrelate
- Ursula Lehr: Subjektiver und objektiver Gesundheitszustand im Lichte von Längsschnittstudien
- Insa Fooken: Biographische Faktoren des Alterserlebens lediger und langjährig verwitweter Frauen
- Hans Thomae: Alternsformen – Wege zu ihrer methodischen und begrifflichen Erfassung
- Wolfgang F. Schneider: Die psychische und soziale Situation von Hochbetagten
- Ursula Lehr, Reinhard Schmitz-Scherzer und Ernst Joseph Zimmermann: Vergleiche von Überlebenden und Verstorbenen in der Bonner Gerontologischen Längsschnittstudie
- Reinhard Schmitz-Scherzer: Zum Konstrukt des „Terminal Decline“
- Franz-Josef Kessle, Marieluise Reimer: Internistische Befunde zur Frage der Langlebigkeit
- Hans Thomae: Patterns of Psychological Aging – Findings of the Bonn Longitudinal Study of Aging

## Rezeption
Die Tonbandaufzeichnungen wurden unter einer anderen Fragestellung von der Historikerin Christina von Hodenberg, Jahrgang 1965,  neu ausgewertet und gingen in die Hypothesenbildung ihrer 2018 veröffentlichten Untersuchung Das andere Achtundsechzig. Gesellschaftsgeschichte einer Revolte ein.
Im August/September 2022 wurde durch Deutschlandfunk Kultur das vierteilige Feature "Alle Menschen müssen sterben, vielleicht auch ich" ausgestrahlt, in dem vier Langzeitportraits von Teilnehmenden der BOLSA vorgestellt werden. Im Anschluss jedes Features kommen noch Experten zu Wort, die die Bedeutung von BOLSA aus verschiedenen Perspektiven einordnen.

## Schrift
- Ursula Lehr, Hans Thomae (Hrsg.): Formen seelischen Alterns. Ergebnisse der Bonner Gerontologischen Längsschnittstudie (BOLSA). Enke, Stuttgart 1987, ISBN 3-432-96451-X.